# 小木曽啓示
小木曽 啓示（おぎそ けいじ、1963年??月??日 - ）は、日本の数学者。東京大学大学院数理科学研究科教授で大阪大学名誉教授。
専門は代数幾何学、特に複素代数幾何学。カラビ-ヤウ多様体についての研究で知られている。大学院指導教員は塩田徹治。

## 人物
1982年3月 愛知県立千種高校卒業、1986年3月 東京大学理学部数学科卒業、1988年3月 東京大学大学院理学系研究科数学専攻修士修了(指導教員は塩田徹治)。1990年6月 同 博士課程を中退して東京大学理学部助手となる。1991年7月 博士号を取得(論文博士)。お茶の水女子大学理学部講師、東京大学大学院数理科学研究科助教授、慶応義塾大学経済学部教授を経て、2009年4月 大阪大学大学院理学研究科教授。2015年4月から東京大学大学院数理科学研究科教授。

複素代数幾何学の研究、とくに代数幾何学における最も基本的な研究対象である広義カラービ・ヤウ多様体に関し、重要で多彩な結果を数多く発表した。

## 職歴
- 1990年 7月 東京大学理学部助手
- 1992年 3月 お茶の水女子大学理学部講師
- 1996年 4月 東京大学大学院数理科学研究科助教授
- 2006年 4月 慶応義塾大学経済学部教授
- 2009年 4月 大阪大学大学院理学研究科教授
- 2015年 4月 東京大学大学院数理科学研究科教授

## 業績
- カラビ・ヤウ多様体の研究

## 顕彰・招待講演
- 1998年 建部賢弘賞日本数学会[5]
- 2009年 代数学賞 日本数学会[6]
- 2014年 ICM 2014 Seoul 招待講演者[7]